# توموكو كانيدا
توموكو كانيدا (باليابانية: 金田 朋子) مواليد 29 مايو 1973، هي مؤدية أصوات يابانية.

## أعمال
- أبطال الديجيتال
- القناص
- ون بيس
- باكوجان
- الرغيف العجيب
- ماروكو الصغيرة
- عبقور
- قصة الأخوات الفقراء
- كيرو
- ناروتو

## وصلات خارجية
- توموكو كانيدا على موقع IMDb (الإنجليزية)
- توموكو كانيدا على موقع ميوزك برينز (الإنجليزية)
- توموكو كانيدا على موقع قاعدة بيانات الفيلم (الإنجليزية)
- توموكو كانيدا على موقع ANN person (الإنجليزية)